# Морски костур
Морският костур, още каменен костур (Serranus scriba), е вид морска лъчеперка, лаврак от подсемейство Serraninae, класифициран като част от семейство Серанови (Serranidae).

## Разпространение
Среща се в източната част на Атлантическия океан, Средиземно море и Черно море.

## Таксономия
Морският костур е описан официално за първи път от Карл Линей в 10-то издание на неговата Systema Naturae, публикувана през 1758 г. като Perca scriba.
Объркващо е, че синоним на този вид е Perca marina, но това име (като Sebastes marinus) е използвано неправилно за отделен вид – Sebastes norvegicus.

## Риболов и консумация
Морският костур е обект на риболов с помощта на кука и въдица и тралове. Има вкусна плът и може да се приготви с помощта на различни методи за готвене.